# Томаш Олейнічак
Томаш Олейнічак (пол. Tomasz Olejniczak) (1964) — польський дипломат. Генеральний консул Республіки Польща у Вінниці.

## Життєпис
Народився у 1964 році. Закінчив Київський національний торговельно-економічний університет (2001).
З 1988 року на дипломатичні роботі.
У 1990—1995 — співробітник Посольства Республіки Польща в Москві
У 1997—2001 — співробітник Посольства Республіки Польща у Києві
У 2004—2007 — співробітник Посольства Республіки Польща у Мінську
У 2007—2015 — співробітник Міністерства закордонних справ Республіки Польща.
З 27 липня 2015 по 2018 рр. — Генеральний консул Республіки Польща у Вінниці.
Одружений, має двох синів.